# Уэйс, Генри
Ге́нри Уэ́йс (англ. Henry Wace; 21 сентября 1853 — 5 ноября 1947) — английский футболист, нападающий. Выступал за футбольные клубы «Кембридж Юниверсити», «Уондерерс», «Клэпем Роверс» и «Шропшир Уондерерс», а также за сборную Англии.

## Клубная карьера
Родился в Шрусбери в семье солиситора. Окончил школу «Шрусбери», а также Колледж Святого Иоанна в Кембриджском университете. В 1874 и 1875 году выступал за команды «Кембридж Юниверсити» по футболу и регби.
В выпуске «Футбольного ежегодника» 1875 года Уэйс был описан как «очень хороший и опасный „центральный“, играет отважно и хорошо цепляется за мяч; временами заходит слишком далеко вперёд».
18 марта 1871 года 17-летний Генри дебютировал за «Уондерерс» в матче против клуба «Форест», причём вышел на поле двенадцатым игроком.
Регулярным игроком основного состава «Уондерерс» стал только в сезоне 1876/77, выступая в роли центрфорварда, когда сыграл 38 матчей и забил 18 голов, включая хет-трик против «Гитаноса» 15 ноября 1876 года. В том же сезоне сыграл во всех четырёх матчах «Уондерерс» в Кубке Англии, включая финал, где его команда обыграла «Оксфорд Юниверсити» со счётом 2:1.
В сезоне 1877/78 Уэйс вновь сыграл во всех шести матчах Кубка Англии, забив по два мяча в матчах против «Пантерс» и «Хай Уиком». В финальном матче против «Ройал Энджинирс» Уэйс и капитан «Уондерерс» Артур Киннэрд с самого начала «создавали проблемы для обороны соперника», в результате чего уже на 5-й минуте Кенрик забил гол после «превосходного паса» от Генри Уэйса. Матч завершился победой «Уондерерс» со счётом 3:1.
В феврале 1880 года Уэйс забил «гол престижа» в игре против «Олд Итонианс» (поражение со счётом 1:3) в последнем матче «Уондерерс» в Кубке Англии. Свой последний матч за клуб он провёл 23 октября 1880 года. Вскоре после этого «Уондерерс» прекратил своё существование.
Позднее Уэйс играл за «Клэпем Роверс» и «Шропшир Уондерерс».

## Карьера в сборной
2 марта 1878 года дебютировал за сборную Англии в матче в матче против сборной Шотландии; матч завершился крупным поражением англичан со счётом 2:7. По итогам матча стало понятно, что англичанам нужно изменить тактику игры, чтобы противостоять «игре в пас» шотландской сборной, тогда как англичане на тот момент полагались на «игру в дриблинг» с акцентом на индивидуальные действия.
18 января 1879 года Уэйс вновь сыграл за сборную Англии в матче против сборной Уэльса. Матч проходил во время снежной бури, и капитаны обеих команд договорились сыграть два тайма по 30 минут вместо стандартных 45. Это была первая официальная встреча сборных Англии и Уэльса. Матч завершился победой англичан со счётом 2:1. Согласно футбольному историку Филипу Гиббонсу, «Англия была удивлена уровнем мастерства, продемонстрированным валлийской командой».
5 апреля 1879 года Уэйс в качестве капитана вывел сборную Англии на матч с Шотландией. После окончания первого тайма шотландцы выигрывали со счётом 4:1, однако после перерыва англичане сумели не только сравнять счёт, но и выиграть матч; победный гол англичан забил Чарли Бэмбридж. Англичане одержали первую победу над шотландцами с 1873 года в матче, который на тот момент был назван «самой захватывающей игрой между Англией и Шотландией по сей день».

#### Список матчей за сборную
| № | Дата           | Стадион                    | Соперник  | Результат | Турнир            |
| - | -------------- | -------------------------- | --------- | --------- | ----------------- |
| 1 | 2 марта 1878   | «Хэмпден Парк», Глазго     | Шотландия | 2:7       | Товарищеский матч |
| 2 | 18 января 1879 | «Кеннингтон Оувал», Лондон | Уэльс     | 2:1       | Товарищеский матч |
| 3 | 5 апреля 1879  | «Кеннингтон Оувал», Лондон | Шотландия | 5:4       | Товарищеский матч |

Итого: 3 матча / 0 голов; 2 победы, 0 ничьих, 1 поражение.

## Вне футбола
Помимо футбола увлекался греблей, игрой в крикет и регби. Представлял Юг Англии в регбийных матчах против Севера Англии.
Уэйс работал барристером с 1879 года. Впоследствии стал специализироваться на ведении дел о банкротстве. В 1904 году была опубликована его работа «Закон и практика банкротства». Также был президентом Королевского института.

## Достижения
«Уондерерс»
- Обладатель Кубка Англии (2): 1877, 1878